# Aphantopus caecimaculata
Aphantopus caecimaculata är en fjärilsart som beskrevs av Pilleau 1952. Aphantopus caecimaculata ingår i släktet Aphantopus och familjen praktfjärilar. Inga underarter finns listade i Catalogue of Life.